# Якимивка
Якимивка (на украински: Якимівка) е селище от градски тип в Южна Украйна, Якимивски район на Запорожка област. Основано е през 1833 година. Населението му е около 12832 души.